# Apneutest
De apneutest
is een medisch onderzoek om te kijken of een beademde patiënt nog spontane ademhalingsactiviteit vertoont. De patiënt mag bij de uitvoering niet onder invloed staan van verdovende of verlammende geneesmiddelen, geen ondertemperatuur hebben of andere condities die potentieel nog verhelpbaar zijn of spontaan over kunnen gaan. De test wordt vooral gebruikt bij het diagnosticeren van hersendood. Een apneutest wordt uitgevoerd onder vastgestelde condities, vastgelegd in een protocol. Na het stoppen van de beademing wordt aan de hand van diverse parameters (perifere zuurstofsaturatie, CO2-gehalte in de ademlucht, hartfrequentie en hartritmestoornissen, bloeddruk) de spontane ademhalingsactiviteit vastgesteld. Iemand die nog zelf gaat ademen is niet hersendood.
De apneutest wordt uitgevoerd op een intensieve zorg door een anesthesioloog, intensivist, longarts, internist of neuroloog met expertise op het gebied van ademhalingstoornissen.